# Thibault Habouzit
Thibault Habouzit, né le 04 Avril 1992, est un pilote de rallye français.

## Biographie
Thibault Habouzit a commencé sa carrière automobile en 2010 par le 28ème Rallye Régional Velay Auvergne sur une Renault Clio Williams, copiloté par Sandra Fargier. Leur rallye se solde par un abandon.
Il a pris part à 103 départs (dont 10 en Championnat de France et 6 en Finale de Coupe de France des rallyes) pour 28 victoires et 24 abandons.
Son dernier rallye actuel est le 77ème Rallye Rhône Charbonnières 2025, a bord d'une Škoda Fabia RS Rally2, copiloté par Andy Malfoy. ils terminent le rallye à la 13ème place au classement général.